# Masacre de Barlovento
La Masacre de Barlovento fue un asesinato masivo que tuvo lugar en octubre de 2016 en el sector La Maturetera del municipio Brión y el sector Aragüita, en el extremo norte del Parque Nacional Guatopo, municipio Acevedo, del estado Miranda, Venezuela. Un total de 20 jóvenes fueron detenidos el 15 de octubre de 2016 presuntamente por la Operación de Liberación del Pueblo (OLP), un operativo de la Fuerza Armada Nacional Bolivariana (FANB) y que el gobierno de Nicolás Maduro comenzó en un intento por combatir el crimen en 2015. Para el 21 de octubre 8 de los jóvenes fueron liberados y el restante 12 según denuncias desaparecieron. El 25 de noviembre de 2016, funcionarios de la División Nacional de Investigaciones de Homicidios del Cuerpo de Investigaciones Científicas, Penales y Criminalísticas y de la Dirección General de Contra Inteligencia Militar hallaron fosas comunes en las dos áreas de Barlovento. 
Por el hecho fueron arrestados 14 funcionarios militares de la FANB, presuntamente implicados en el hecho. La oposición venezolana declaró que estos asesinatos no son hechos aislados de los excesos de los operativos de seguridad gubernamentales.

## Antecedentes
Como respuesta al incremento del Crimen en Venezuela y por los resultados del Plan Patria Segura, el gobierno venezolano organizó la Operación Liberación del Pueblo (OLP). El programa de seguridad inicia conjuntamente en los estados Aragua, Miranda y Caracas con un combinado de funcionarios de la Policía Nacional Bolivariana (PNB), el Cuerpo de Investigaciones Científicas, Penales y Criminalísticas (Cicpc), el Servicio Bolivariano de Inteligencia Nacional (Sebin), Dirección General de Contrainteligencia Militar (Dgcim), Ejército Bolivariano y la Guardia Nacional Bolivariana.[cita requerida]
El 7 de octubre de 2016, la OLP se despliega aproximadamente 1,300 efectivos en la región de Barlovento, en el estado Miranda. El viernes 15 de octubre la OLP llega a la zona montañosa de Aragüita, al sur del municipio Acevedo. La zona es conocida por sus hechos de violencia aún en contra de miembros del partido oficialista venezolano. La redada se extendió hacia el norte por la carretera vieja Caucagua-Higuerote hasta llegar a los caseríos de Yaguapa y Capaya donde arrestan a 20 jóvenes campesinos, acusados de estar vinculados con bandas de extorsión y robo de vehículos de la zona de esa comunidad y otras aledañas. El sábado 16 de octubre la banda criminal “El Anohis”, que operaba en la zona costera, fue desmantelada con la muerte de su cabecilla en un enfrentamiento con la OLP. Cinco integrantes restantes de la banda cayeron el lunes 17 de octubre durante otro procedimiento de la OLP. En esa misma región de los arrestos de los campesinos fue localizada una vivienda que servía para mantener en cautiverio a personas secuestradas.
Los 20 jóvenes arrestados de Aragüita y Capaya fueron trasladados al Destacamento Camacaro 323 de la parroquia El Café. Tres días después los familiares de los arrestados son informados que el grupo había sido trasladado hasta el Fuerte Chaguaramal, en Cúpira, municipio Pedro Gual, en el extremo este del estado Miranda. Los funcionarios del Chaguaramal les indicaron que ninguno estaba ahí.

## Investigación
La desaparición de los arrestados fue denunciada ante el Ministerio Público del sector Valle Verde y la Defensoría del Pueblo, en su sede de Guatire. La institución comisionó a la Fiscalía 62.ª Nacional para investigar el hecho. Como resultado de sus investigaciones establecieron que ninguno de los arrestados tenía antecedentes penales, ni relaciones con las bandas delictivas de Barlovento y que las detenciones ocurrieron sin que mediara en contra de las víctimas el supuesto de flagrancia ni una orden judicial de aprehensión.
Para el 20 de octubre, 8 de los jóvenes fueron liberados. Sus familiares denunciaron ante la Organización Mundial Contra la Tortura (OMCT) el estado físico de los liberados, alegando haber sido torturados y obligados a firmar documentos en contra de su voluntad. La presunta violación a derechos humanos denunciada a la OMCT permaneció sin respuesta por los organismos venezolanos hasta el 25 de noviembre cuando funcionarios de la División Nacional de Investigaciones de Homicidios del Cuerpo de Investigaciones Científicas, Penales y Criminalística y de la Dirección General de Contra Inteligencia Militar hallan fosas comunes en el sector La Maturetera del municipio Brión y en el sector Aragüita. La fosa de La Maturetera contenía dos cadáveres, mientras que la fosa del sector Aragüita contenía diez cadáveres.[cita requerida]
Los familiares de las víctimas acudieron a la sede del Servicio Nacional de Medicina y Ciencias Forenses (Senamecf), ubicada en Bello Monte, acompañados por la Dirección de Protección de Derechos Fundamentales del Ministerio Público venezolano. Las identidades de los cadáveres hallados coincidieron con la de los arrestados desaparecidos. Las pruebas forenses establecieron que la muerte de los arrestados ocurriría poco después de haber sido detenidos, aproximadamente mes y medio previo al hallazgo de las fosas. Formaron parte de la investigación en Bello Monte subdirectores de Investigaciones y de Ejecución de Sentencias de Protección de Derechos  Fundamentales y abogados de la fiscalía 62. Posterior a la identificación de los cadáveres, los familiares y representantes de las víctimas fueron referidos al Servicio de Atención Psicológica a Víctimas Indirectas del Delito de Homicidio, adscrito a la Coordinación Nacional de Protección de Víctimas, Testigos y demás Sujetos Procesales (Conapro). Es posible que otros detenidos hayan también sido acribillados y sus cuerpos dispuestos de manera clandestina. El 1 de diciembre la Defensoría del Pueblo anunció que al menos 12 individuos arrestados en el mes de octubre en las localidades adyacentes a la población de Capaya, permanecían desaparecidos.

### Víctimas
Según el gobierno venezolano los cadáveres desenterrados fueron:
- Yorfran Vicente Mejías, arrestado en Yaguapa mientras cosechaba granos[10]
- Antony Vargas, arrestado frente a su casa en Capaya,[14] 1 km al norte de El Café.
- Carlos Gabriel Marchena, arrestado en su casa en el sector El Café.[15]
- Oscar Rodríguez, habitante del caserío Yaguapa a un costado de la carretera vieja vía Caucagua-Higuerote,[16] 3 km al sur de El Café.
- Luis Sanz, habitante del caserío Totumito en la parroquia El Café.[17]
- Jairo A. Rivas, habitante del caserío Yaguapa a un costado de la carretera vieja vía Caucagua-Higuerote.[18]
- Eliézer J. Ramírez, habitante del sector Tamarindo en los límites del caserío Capaya.[19]
- Antonio M. Aladejo
- Dennys Acevedo
- Freddy Hernández
- Víctor Manuel Martínez
- Kenry González

Otros desaparecidos incluyen a los siguientes:
- Yulmar José Rengifo (31 años) habitante del caserío Los Toros del municipio Eulalia Buroz,[20] detenido el 13 de octubre en el sector El Café[21]
- Andris Brandres (37 años) detenido el 12 de octubre en el sector El Café[21]
- Wilmer Enrique Serrano (22 años) detenido el 15 de octubre en Capaya[21]
- Jefereson Suárez (27 años) detenido el 13 de octubre en el sector Caucagua[21]
- Reibí Torres Campos (26 años) del sector Caucagua detenido el 18 de octubre[21]

Las autoridades reiteran que ninguno de los detenidos aparecen con registros de antecedentes penales. Otros dos cuerpos permanecen sin identificar.

## Arrestos
El Ministerio Público venezolano informó que imputaría a 11 funcionarios del Ejército Nacional Bolivariano por su presunta responsabilidad en la masacre de Barlovento. Todos los militares solicitados pertenecen al Batallón 323 Caribe con sede en Maturín, destacados en Caucagua, específicamente en el sector El Café donde llegaron los arrestados en primera instancia. Los rangos de los militares son un capitán, teniente coronel, cinco sargentos primero, un sargento mayor de tercera, dos con rango de mayor, dos cabos segundo y un cabo primero.

## Reacciones
El asesinato de los jóvenes de La Peica de Aragüita llega en el auge de crisis política del gobierno de Nicolás Maduro. Las reacciones generales en Venezuela fueron especialmente condenatorias, tanto por la matanza de personas desarmadas propiamente dicha como por las supuestas detenciones arbitrarias y un presunto uso desmedido de la fuerza por efectivos de la Fuerza Armada Venezolana. Tan pronto se conocieron los reportes iniciales de la masacre, se vio generando el firme repudio de numerosos líderes políticos como Vladimir Padrino López y Néstor Reverol. Al constatarse que las víctimas no portaban armas y no había indicios de alguna verdadera razón para sus arrestos, una gran parte de la opinión pública venezolana se alineó con esta postura.[cita requerida]